# 寺本祐治
寺本 祐治（てらもと ゆうじ - ）は日本の元ホッケー選手、指導者。 山梨学院大学スポーツ科学部教授。

## 来歴
- 筑波大学大学院修士課程体育研究科コーチ学専攻 取得学位体育修士

## 教育・指導実績
- 東京農業大学ホッケー部コーチ（男子部）
- 筑波大学ホッケー部コーチ
- 男子ジュニア日本代表コーチ
- 男子日本代表コーチ
- 女子日本代表監督

## 主な社会活動実績
- 日本オリンピック委員会ユニバーシアード委員会委員
- 日本ホッケー協会普及委員会指導者育成副部長
- 日本ホッケー協会特別委員会情報医科学委員会副委員長
- 関東学生ホッケー連盟理事長
- 山梨県ホッケー協会常任理事、主任強化コーチ
- NPO法人山梨県スポーツアカデミー理事

## 研究業績・著書
- 『ホッケー教本』日本ホッケー協会

## 所属学会
- 日本体育学会
- スポーツ教育学会